# Жазиков Кужабай
Кужабай Жазиков (нар. 1 жовтня 1920 — 23 жовтня 1982) — учасник німецько-радянської війни, Герой Радянського Союзу (1945).

## Біографія
Народився 4 жовтня 1920 року в аулі Кизилбулак нині Байганинского району Актюбінської області Казахстану у селянській родині. Казах. Освіта середня. Працював учителем Актамскої початкової школи Байганінського району.
У Червоній Армії з січня 1942 року. З березня 1942 року – на фронті німецько-радянської війни. Будучи помічником командира розвідувального взводу гвардійської окремої розвідувальної роти (25-та гвардійська стрілецька дивізія (СРСР), 7-ма гвардійська армія, 2-й Український фронт) гвардії сержант Кужабай Жазиков 25 грудня 1944 року на чолі групи бійців переправився через Дунай на острів в районі угорського міста Сентедре і раптово атакував противника з тилу. Було взято в полон шість ворожих солдатів. Вночі група гвардії сержанта Жазикова знову висадилася на острів і в бою захопила в полон сімдесят гітлерівців, у тому числі командира роти і трьох офіцерів.
28 квітня 1945 року за зразкове виконання бойових завдань командування на фронті боротьби з німецько-фашистським загарбниками і проявлені при цьому мужність і героїзм гвардії сержантові Жазикову Кужабаю присвоєно звання Героя Радянського Союзу з врученням ордена Леніна і медалі «Золота Зірка» (№ 611).
Після війни в запасі. Працював у системі народної освіти на батьківщині.
В 1953 році закінчив Уральський державний педагогічний інститут.
Помер 23 жовтня 1982 року.

## Вшанування пам'яті
Іменем  Кужабая Жазикова названі вулиця і школа в селищі Байганін (тепер має назву Карауилкелди), Казахстан.